# マットシュテッテン-ロートリスト新線
マットシュテッテン-ロートリスト新線（マットシュテッテン-ロートリストしんせん、ドイツ語: Neubaustrecke Mattstetten-Rothrist）は、バーン2000計画の一環として建設された2004年12月12日に開通したスイスの高速鉄道新線（NBS: Neubaustrecke）である。ベルン（Bern）近郊のマットシュテッテン（Mattstetten）とオルテン（Olten）近郊のロートリスト（Rothrist）を結んでいる。
全長およそ52kmで、途中にはヴァンツヴィル（Wanzwil）にゾロトゥルン（Solothurn）へ向かう改良線（ABS: Ausbaustrecke）を分岐させる分岐器2基があるのみである。
最高速度200km/hによりスイスで最も重要な乗換接続駅であるベルン、バーゼル（Basel）、チューリッヒ（Zürich）間の所要時間を1時間以内に短縮することができ、タクトファールプラン（Taktfahrplan）のシステマティックな乗換接続を可能にしている。
マットシュテッテン - ロートリスト間は、スイスで最初にETCSが導入されて本格運用を始めた区間の1つである。当初2004年12月に予定されていたETCSの導入は、技術的な問題により遅延した。2006年7月2日、夜間の試験運転が開始され、21時30分以降の列車はETCSにより最高速度160km/hで運転されていた。その後路側信号方式の従来型信号システムから車内信号方式のETCSへの切換時期は予定よりも早められて、2007年3月18日から全ての列車がETCSを使用した160km/h運転を開始し、2007年12月から200km/h運転が開始される。
ETCSの路側設備としては、無線閉塞センター（RBC: Radio Block Center）や電子信号扱所（electronischen Stellwerk）がある。
1926年から構想されてきたこの新線は、1996年12月から建設工事が始まった。当初の完成予定は2005年とされていた。